# Tarikolot (Citeureup)
Tarikolot is een bestuurslaag in het regentschap Bogor van de provincie West-Java, Indonesië. Tarikolot telt 19.927 inwoners (volkstelling 2010).